# مکتب شیراز اول
مکتب شیراز اول یک مکتب نگارگری ایرانی است.
مغول‌ها تمامی ایران را تصرف کردند به جز شیراز که خود تسلیم شد. این مسئله باعث شد که در طی حکومت مغولان، در شیراز یک حکومت محلی شیرازی شکل بگیرد و این مسئله باعث پیدایش مکتب نگارگری شیراز شد که از مکتب تبریز بسیار بیشتر به مایه‌های ایرانی و شیوهٔ کهن نقاشی ایرانی نزدیک است. از آثار مکتب شیراز می‌توان به شاهنامه طوپقاپوسرای (۷۳۱ هجری)، شاهنامه قوام‌الدین حسن وزیر (۷۴۱ ه. ق) و مونس الاحرار محمد بن بدر (۷۴۲ ه. ق) اشاره کرد.
شیراز که به عنوان مرکز ایالت پارس در دوره‌های تاریخی بود در زمان حمله مغول به ایران با دادن پیشکش‌ها از حملهٔ ایشان در امان ماند. در دوره تیمور، شیراز به تصرف تیموریان درآمد. خاندان اینجو (حاکمان شیراز) که زیر نظر ایلخانان حکومت می‌کردند پس از مرگ ابوسعید مستقل شدند. اینان که از حامیان هنر و فرهنگ ایرانی بودند، هنرمندان را تشویق و حمایت کردند. هنرمندان برای حفظ امنیت خود به شیراز پناه برده و مکتب شیراز را بنیان نهادند. در نقاشی‌های مکتب شیراز موضوع اصلی «انسان»است و عناصر دیگر، تابع آن نقش و تنها به عنوان تزئین و پر کردن فضاهای خالی تصویر به کار گرفته شده‌اند. علاوه بر آن عناصر دیگری مانند به کار گرفتن جداول و نوعی رنگ آمیزی موزون و آمیخته با ظرافت و استفاده از رنگ گلگون مایل به بنفش، آبی لاجوردی و آبی ایرانی در بیشتر آثار این مکتب مشاهده می‌گردد.

## ویژگی ها این مکتب
- کمترین میزان تاثیر هنر چینی در میان مکاتب نگارگری

- بازگشت به هنر ایران قبل اسلام

- گزینه رنگی محدود
- استفاده از طیف رنگهای گرم خصوصا رنگ قرمز
- عدم توجه به رنگ پردازی، بعضا خطوط طراحی هم مشخص میشده
- خلاصه نگاری مثلا یک بوته نمادی از گلزار است و یا یک سرباز نمادی از لشکر

## کتب مصور شده
- شاهنامه طوپقاپوسرای (۷۳۱ هجری)
- شاهنامه قوام‌الدین حسن وزیر (۷۴۱ هجری)
- مونس الاحرار محمد بن بدر جاجرمی (۷۴۲ هجری)
- شاهنامه فردوسی (نسخه کتابخانه ملی روسیه، ۷۳۳ هجری)